# 술폴로부스 이슬란디쿠스
술폴로부스 이슬란디쿠스(Sulfolobus islandicus)'는 술폴로부스속에 속하는 한 종이다.